# Эволюция растений
Эволюция растений привела к значительному их усложнению: от ранних водорослей через мохообразные, плауновидные, папоротники к голосеменным и цветковым растениям. Несмотря на то, что более ранние группы растений продолжают существовать и в позднейшие эпохи, считается, что новые группы, как правило, более «успешны» в эволюционном плане.
Согласно современным представлениям, первые синезелёные водоросли зародились ещё в архее (не менее 2,5 млрд лет назад). На суше первые растения (куксонии) появились, по некоторым данным, уже в ордовикский период, примерно 450 млн лет назад. Ключевым моментом в эволюции высших растений стало возникновение трахеид — особых клеток, обеспечивающих транспорт воды и других питательных веществ внутри растительных тканей. Наличие трахеид стало отличительным признаком сосудистых растений, первые из которых появились ещё в силуре. Дальнейшее развитие сосудистых растений связано с распространением в девоне риниофитов, плауновидных и других представителей отдела, о чём красноречиво свидетельствуют ископаемые остатки из райниевых чертов.
В меловом периоде (примерно 140 млн лет назад) появились первые растения, обладающие органом полового размножения, т.е. цветком. Это были покрытосеменные. Семена у них развивались внутри плода, служившего им защитой и источником питания. Вскоре цветок эволюционировал. У него появились специальные приспособления, привлекавшие животных-опылителей.